# Smithland (Iowa)
Smithland és una població dels Estats Units a l'estat d'Iowa. Segons el cens del 2000 tenia 221 habitants.

## Demografia
Segons el cens del 2000, Smithland tenia 221 habitants, 101 habitatges, i 72 famílies. La densitat de població era de 237 habitants/km².
Dels 101 habitatges en un 19,8% hi vivien nens de menys de 18 anys, en un 56,4% hi vivien parelles casades, en un 8,9% dones solteres, i en un 28,7% no eren unitats familiars. En el 27,7% dels habitatges hi vivien persones soles el 15,8% de les quals corresponia a persones de 65 anys o més que vivien soles. El nombre mitjà de persones vivint en cada habitatge era de 2,19 i el nombre mitjà de persones que vivien en cada família era de 2,6.
Per edats la població es repartia de la següent manera: un 19% tenia menys de 18 anys, un 7,2% entre 18 i 24, un 17,2% entre 25 i 44, un 29,4% de 45 a 60 i un 27,1% 65 anys o més.
L'edat mediana era de 49 anys. Per cada 100 dones de 18 o més anys hi havia 90,4 homes.
La renda mediana per habitatge era de 31.406 $ i la renda mediana per família de 33.750 $. Els homes tenien una renda mediana de 31.250 $ mentre que les dones 17.188 $. La renda per capita de la població era de 14.722 $. Entorn del 4% de les famílies i el 6,4% de la població estaven per davall del llindar de pobresa.

## Poblacions més properes
El següent diagrama mostra les poblacions més properes.